# Комп'ютер для операцій з функціями
Комп'ютер для операцій з математичними функціями (на відміну від звичайного комп'ютера) оперує з функціями на апаратному рівні (тобто без програмування цих операцій).

## Історія
Обчислювальна машина для операцій з функціями була запропонована і розроблена Карцевим в 1967 році. У число операцій цієї обчислювальної машини входили додавання, віднімання і множення функцій, порівняння функцій, аналогічні операції над функцією і числом, відшукання максимуму функцій, обчислення невизначеного інтеграла, обчислення певного інтеграла від похідної двох функцій, зсув функції з абсциси і т. д. За архітектурою ця обчислювальна машина була (користуючись сучасною термінологією) векторним процесором. У ній використовувався той факт, що багато з цих операцій можуть бути витлумачені як відомі операції над векторами: додавання і віднімання функцій — як додавання і віднімання векторів, обчислення певного інтеграла від похідної двох функцій — як обчислення скалярного добутку двох векторів, зсув функцій з абсциси — як поворот вектора щодо осей координат і т. д. У 1966 році Хмєльник запропонував метод кодування функцій , тобто представлення функції єдиним (для функції в цілому) позиційним кодом. При цьому зазначені операції з функціями виконуються як унікальні машинні операції з такими кодами на єдиному арифметичному пристрої

## Позиційні коди функцій одного аргументу[2][3]

### Основна ідея
Позиційний код цілого числа {\displaystyle A} являє собою запис цифр {\displaystyle \alpha } цього числа в деякій позиційній системі числення, що має вигляд
{\displaystyle A=\alpha _{0}\alpha _{1}\dots \alpha _{k}\dots \alpha _{n}}
Такий код можна назвати лінійним. На відміну від нього позиційний код функції {\displaystyle F(x)} одного аргументу {\displaystyle x} має вигляд
{\displaystyle F(x)={\begin{pmatrix}\ &\ &\cdots \\\ &\ &\alpha _{22}\cdots \alpha _{2k}\cdots \\\ &\alpha _{11}&\alpha _{12}\cdots \alpha _{1k}\cdots \\\alpha _{00}&\alpha _{01}&\alpha _{02}\cdots \alpha _{0k}\cdots \end{pmatrix}}}
тобто є плоским і трикутним, оскільки цифри в ньому утворюють трикутник.
Вказаному позиційному коду цілого числа відповідає сума виду
{\displaystyle A=\sum _{k=0}^{n}\alpha _{k}\rho ^{k}},.
де {\displaystyle \rho } — підстава даної системи числення. Вказаному позиційному коду функції одного аргументу відповідає подвійна сума виду
{\displaystyle F(x)=\sum _{k=0}^{n}\sum _{m=0}^{k}\alpha _{mk}R^{k}y^{k-m}(1-y)^{m}},
де {\displaystyle R} — ціле позитивне число, кількість значень цифри {\displaystyle \alpha }, {\displaystyle y} — певна функція аргументу {\displaystyle x}.
Додавання позиційних кодів чисел пов'язане з передачею перенесення в старший розряд за схемою
{\displaystyle \alpha _{k}\longrightarrow \alpha _{k+1}}.
Додавання позиційних кодів функцій одного аргументу також пов'язане з передачею перенесення за схемою
{\displaystyle {\begin{pmatrix}\ \ &\alpha _{k+1,m+1}\\\ \nearrow &\ \\\alpha _{k,m}\longrightarrow &\alpha _{k+1,m}\end{pmatrix}}}.
При цьому одне і теж перенесення передається одночасно в два старших розряди.

### R-ті трикутні коди
Трикутний код називається R-м (і позначається як {\displaystyle TK_{R}}), якщо числа {\displaystyle \alpha _{mk}} приймають значення з множини
{\displaystyle D_{R}=\{-r_{1},-r_{1}+1,\dots ,-1,0,1,\dots ,r_{2}-1,r_{2}\},} де {\displaystyle r_{1},\;r_{2}\geq 0} и {\displaystyle R_{}^{}=r_{1}+r_{2}+1}.
Наприклад, трикутний код є потрійним {\displaystyle TK_{3}}, якщо {\displaystyle \alpha _{mk}\in (-1,0,1)}, і — четверичним {\displaystyle TK_{4}}, якщо {\displaystyle \alpha _{mk}\in (-2,-1,0,1)}.
Для R-х трикутних кодів справедливі наступні рівності:
{\displaystyle {\begin{pmatrix}\ \ &0\\\ \nearrow &\ \\aR\longrightarrow &0\end{pmatrix}}={\begin{pmatrix}\ \ &a\\\ \nearrow &\ \\0\longrightarrow &a\end{pmatrix}},{\begin{pmatrix}\ \ &a\\\ \nearrow &\ \\0\longrightarrow &0\end{pmatrix}}={\begin{pmatrix}\ \ &0\\\ \nearrow &\ \\aR\longrightarrow &-a\end{pmatrix}},{\begin{pmatrix}\ \ &0\\\ \nearrow &\ \\0\longrightarrow &a\end{pmatrix}}={\begin{pmatrix}\ \ &-a\\\ \nearrow &\ \\aR\longrightarrow &0\end{pmatrix}}},
де a — будь-яке число. існує {\displaystyle TK_{R}} будь-якого цілого дійсного числа. Зокрема, {\displaystyle TK_{R}(\alpha )=\alpha }.
Також існує {\displaystyle TK_{R}} любої функції виду {\displaystyle y^{k}}. Зокрема, {\displaystyle TK_{R}(y^{2})=(0\ 0\ 1)}.

#### Однорозрядне складання
У R-х трикутних кодах полягає в тому, що 
- у даному {\displaystyle (mk)}-розряді визначається сума {\displaystyle S_{mk}^{}} складових розрядів {\displaystyle \alpha _{mk},\ \beta _{mk}} і двох перенесень {\displaystyle p_{m,k-1},\ p_{m-1,k-1}}, що поступили в цей розряд ліворуч, тобто

{\displaystyle S_{mk}^{}=\alpha _{mk}\beta _{mk}p_{m,k-1}p_{m-1,k-1}},
- ця сума представляється у вигляді {\displaystyle S_{mk}^{}=\sigma _{mk}Rp_{mk}}, де {\displaystyle \sigma _{mk}\in D_{R}},
- {\displaystyle \sigma _{mk}} записується в {\displaystyle (mk)}-розряд сумарного коду, а перенесення {\displaystyle p_{mk}} з цього розряду передається в {\displaystyle (m,k1)}-разряд і {\displaystyle (m1,k1)}-розряд.

Ця процедура описується(як і при однорозрядному складанні чисел) таблицею однорозрядного складання, де мають бути присутніми усі значення доданків {\displaystyle \alpha _{mk}\in D_{R}} і {\displaystyle \beta _{mk}\in D_{R}} і усі значення перенесень, що виникають при розкладанні суми {\displaystyle S_{mk}^{}=\sigma _{mk}Rp_{mk}}. Така таблиця може бути синтезована при {\displaystyle R>2.}
Нижче приведена таблиця однорозрядного складання при {\displaystyle R=3}:
| Smk  | TK(Smk) | TK(Smk) | {\displaystyle \sigma _{mk}^{}} | {\displaystyle p_{mk}^{}} |
| ---- | ------- | ------- | ------------------------------- | ------------------------- |
| .    | .       | 0       | .                               | .                         |
| 0    | 0       | 0       | 0                               | 0                         |
| .    | .       | 0       | .                               | .                         |
| 1    | 1       | 0       | 1                               | 0                         |
| .    | .       | 0       | .                               | .                         |
| (-1) | (-1)    | 0       | (-1)                            | 0                         |
| .    | .       | 1       | .                               | .                         |
| 2    | (-1)    | 1       | (-1)                            | 1                         |
| .    | .       | 1       | .                               | .                         |
| 3    | 0       | 1       | 0                               | 1                         |
| .    | .       | 1       | .                               | .                         |
| 4    | 1       | 1       | 1                               | 1                         |
| .    | .       | (-1)    | .                               | .                         |
| (-2) | 1       | (-1)    | 1                               | (-1)                      |
| .    | .       | (-1)    | .                               | .                         |
| (-3) | 0       | (-1)    | 0                               | (-1)                      |
| .    | .       | (-1)    | .                               | .                         |
| (-4) | (-1)    | (-1)    | (-1)                            | (-1)                      |

#### Однорозрядне віднімання
у R-х трикутних кодах відрізняється від однорозрядного складання тільки тим, що в даному {\displaystyle (mk)}-розряді величина {\displaystyle S_{mk}^{}} визначається по формулі
{\displaystyle S_{mk}^{}=\alpha _{mk}-\beta _{mk}p_{m,k-1}p_{m-1,k-1}}.

#### Однорозрядне ділення на параметр R
у R-х трикутних кодах ґрунтовано на використанні співвідношення
{\displaystyle {\begin{pmatrix}\ \ &a\\\ \nearrow &\ \\0\longrightarrow &0\end{pmatrix}}={\begin{pmatrix}\ \ &0\\\ \nearrow &\ \\aR\longrightarrow &-a\end{pmatrix}}},
звідки витікає, що ділення кожного розряду викликає перенесення в два нижні розряди. Отже, розрядний результат в цій операції є сумою частки від ділення цього розряду на R і перенесень з двох верхніх розрядів. Таким чином, при діленні на параметр R
- у даному {\displaystyle (mk)}-розряді визначається сума

{\displaystyle S_{mk}^{}=\alpha _{mk}/R-p_{m1,k}/Rp_{m1,k1}},
- ця сума представляється у вигляді {\displaystyle S_{mk}^{}=\sigma _{mk}p_{mk}/R}, де {\displaystyle \sigma _{mk}\in D_{R}},
- {\displaystyle \sigma _{mk}} записується в {\displaystyle (mk)}-розряд результуючого коду, а перенесення {\displaystyle p_{mk}} з цього розряду передається в {\displaystyle (m-1,k-1)}-разряд і {\displaystyle (m-1,k)}-розряд.

Ця процедура описується таблицею однорозрядного ділення на параметр R, де мають бути присутніми усі значення доданків і усі значення перенесень, що виникають при розкладанні суми {\displaystyle S_{mk}^{}=\sigma _{mk}+p_{mk}}. Така таблиця може бути синтезована при {\displaystyle R>2.}
Ниже приведена таблица одноразрядного ділення на параметр R при {\displaystyle R=3}:
| Smk    | TK(Smk) | TK(Smk) | {\displaystyle \sigma _{mk}^{}} | {\displaystyle p_{mk}^{}} |
| ------ | ------- | ------- | ------------------------------- | ------------------------- |
| .      | .       | 0       | .                               | .                         |
| 0      | 0       | 0       | 0                               | 0                         |
| .      | .       | 1       | .                               | .                         |
| 1      | 0       | 0       | 1                               | 0                         |
| .      | .       | (-1)    | .                               | .                         |
| (-1)   | 0       | 0       | (-1)                            | 0                         |
| .      | .       | 0       | .                               | .                         |
| 1/3    | 1       | (-1/3)  | 0                               | 1                         |
| .      | .       | 1       | .                               | .                         |
| 2/3    | (-1)    | 1/3     | 1                               | (-1)                      |
| .      | .       | 1       | .                               | .                         |
| 4/3    | 1       | (-1/3)  | 1                               | 1                         |
| .      | .       | 2       | .                               | .                         |
| 5/3    | (-1)    | 1/3     | 2                               | (-1)                      |
| .      | .       | 0       | .                               | .                         |
| (-1/3) | (-1)    | 1/3     | 0                               | (-1)                      |
| .      | .       | (-1)    | .                               | .                         |
| (-2/3) | 1       | (-1/3)  | (-1)                            | 1                         |
| .      | .       | (-1)    | .                               | .                         |
| (-4/3) | (-1)    | 1/3     | (-1)                            | (-1)                      |
| .      | .       | (-2)    | .                               | .                         |
| (-5/3) | 1       | (-1/3)  | (-2)                            | 1                         |

#### Складання і віднімання
R-х трикутних кодів полягає(як і в позиційних кодах чисел) в послідовно виконуваних однорозрядних операціях. При цьому однорозрядні операції в усіх розрядах кожного стовпця виконуються одночасно.

#### Множення
R-х трикутних кодів. Множення деякого коду {\displaystyle TK_{R}'^{}} на {\displaystyle (mk)}-розряд іншого коду {\displaystyle TK_{R}''^{}} полягає в {\displaystyle (mk)}-зміщенні коду {\displaystyle TK_{R}'^{}}, тобто зрушенні його на k стовпців вліво і на m рядків вгору. Множення кодів {\displaystyle TK_{R}'^{}} і {\displaystyle TK_{R}''^{}} полягає в послідовних {\displaystyle (mk)}-зміщеннях коду {\displaystyle TK_{R}'^{}} і складаннях зрушеного коду {\displaystyle TK_{R}'^{}} з частковим твором(як і в позиційних кодах чисел).

#### Диференціювання
R-х трикутних кодів. Похідна функції {\displaystyle F(x)}, визначеною вище
{\displaystyle {\frac {\partial F(x)}{\partial x}}={\frac {\partial y}{\partial x}}{\frac {\partial F(x)}{\partial y}}}.
Тому диференціювання трикутних кодів функції {\displaystyle F(x)} полягає у визначенні трикутного коду приватною похідною {\displaystyle {\frac {\partial F(x)}{\partial y}}} і множенні його на відомий трикутний код похідної {\displaystyle {\frac {\partial y}{\partial x}}}. Визначення трикутного коду приватною похідною {\displaystyle {\frac {\partial F(x)}{\partial y}}} ґрунтовано на співвідношенні
{\displaystyle {\frac {\partial }{\partial x}}{\begin{pmatrix}\ &\ &0\\\ &0&\alpha _{mk}\\0&0&0\end{pmatrix}}={\begin{pmatrix}\ &\ &(k-m)\alpha _{mk}\\\ &0&(k-2m)\alpha _{mk}\\0&0&(-m)\alpha _{mk}\end{pmatrix}}}.
Спосіб диференціювання полягає в організації перенесень з mk- розряду в(m 1, k) -розряд і в(m — 1, k) -розряд, а їх підсумовування в цьому розряді робиться аналогічно однорозрядному складанню.

#### Кодування і декодування
R-х трикутних кодів. Функція, представлена рядом виду
{\displaystyle F(x)=\sum _{k=0}^{n}A_{k}y^{k}},
з цілими коефіцієнтами {\displaystyle A_{k}}, може бути представлена R-м трикутним кодом, оскільки ці коефіцієнти і функції {\displaystyle y^{k}} мають R-ті трикутні коди(про що сказано на початку розділу). З іншого боку, R-й трикутний код може бути представлений вказаним рядом, оскільки будь-який доданок {\displaystyle \alpha _{mk}R^{k}y^{k}(1-y)^{m}} у позиційному розкладанні функції(що відповідає цьому коду) може бути представлено таким же рядом.

#### Укорочення
R-х трикутних кодів. Так називається операція зменшення числа не нульових стовпців. Необхідність укорочення виникає при виникненні перенесень за розрядну сітку. Укорочення полягає в діленні на параметр R. При цьому усі коефіцієнти уявного кодом ряду зменшуються в R разів, а дробові частини цих коефіцієнтів відкидаються. Зникає також старший член ряду. Таке скорочення допустиме, якщо відомо, що ряди функцій сходяться. Укорочення полягає в послідовно виконуваних однорозрядних операціях ділення на параметр R. При цьому однорозрядні операції в усіх розрядах кожного рядка виконуються одночасно, а перенесення з молодшого рядка відкидаються.

### Масштабний коефіцієнт
R-й трикутний код супроводжується масштабним коефіцієнтом M, аналогічним порядку в числі з рухомою комою. Коефіцієнт M дозволяє представити усі коефіцієнти кодованого ряду у вигляді цілих чисел. Коефіцієнт M множиться на R при укороченні коду. При складанні коефіцієнти M вирівнюються, для чого необхідно укорочувати один із складових кодів. При множенні коефіцієнти M також множаться.

## Позиційні коди функцій багатьох аргументів[4]

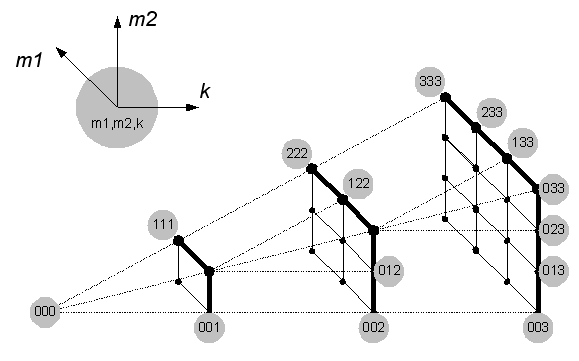
Мал. 2 Пірамідальний код функції двох аргументів

Позиційний код функції двох аргументів зображений на мал. 1. Йому відповідає потрійна сума виду
{\displaystyle F(x,v)=\sum _{k=0}^{n}\sum _{m1=0}^{k}\sum _{m2=0}^{k}\alpha _{m1,m2,k}R^{k}y^{k-m1}(1-y)^{m1}z^{k-m2}(1-z)^{m2}},
де {\displaystyle R} — ціле позитивне число, кількість значень цифри {\displaystyle \alpha _{m1,m2,k}}, а {\displaystyle y(x),~z(v)} — певні функції аргументів {\displaystyle x,~v} відповідно. На мал. 1 вузли відповідають цифрам {\displaystyle \alpha _{m1,m2,k}}, а в кухлях показані значення індексів {\displaystyle {m1,m2,k}} відповідної цифри. Позиційний код функції двох аргументів називається пірамідальним. Позиційний код називається R-м(і позначається як {\displaystyle PK_{R}}), якщо числа {\displaystyle \alpha _{m1,m2,k}} набувають значень з множини {\displaystyle D_{R}}. При складанні кодів {\displaystyle PK_{R}} перенесення поширюється в чотири розряди і тому {\displaystyle R\geq 7}.
Позиційному коду функції декількох аргументів відповідає сума виду

Мал. 1 Гіперпірамідальний код функції трьох аргументів

{\displaystyle F(x1\ldots ,x_{i}\ldots ,x_{a})=\sum _{k=0}^{n}\sum _{m1=0}^{k}\ldots \sum _{m_{a}=0}^{k}(\alpha _{m1\ldots ,m_{a},k}R^{k}\prod _{i=1}^{a}(y_{i}^{k-m_{i}}(1-y_{i})^{m_{i}}))},
де {\displaystyle R} — ціле позитивне число, кількість значень цифри {\displaystyle \alpha _{m1\ldots ,m_{a},k}}, а {\displaystyle y_{i}(x_{i})} — певні функції аргументів {\displaystyle x_{i}}. Позиційний код функції декількох аргументів називається гіперпірамідальним. На мал. 2 показаний для прикладу позиційний гіперпірамідальний код функції трьох аргументів. У нім вузли відповідають цифрам {\displaystyle \alpha _{m1,m2,m3,k}}, а в кухлях показані значення індексів {\displaystyle {m1,m2,m3,k}} відповідної цифри. Позиційний гіперпірамідальний код називається R-м(і позначається як {\displaystyle GPK_{R}}), якщо числа {\displaystyle \alpha _{m1\ldots ,m_{a},k}} набувають значень з множини {\displaystyle D_{R}}. При складанні кодів {\displaystyle GPK_{R}} перенесення поширюється в a-мерный куб, що містить {\displaystyle 2^{a}} розрядів і тому {\displaystyle R\geq (2^{a-1}-1)}.